# (6499) Michiko
(6499) Michiko est un astéroïde de la ceinture principale.

## Description
(6499) Michiko est un astéroïde de la ceinture principale. Il fut découvert le 27 octobre 1992 à Nyukasa par Masanori Hirasawa et Shohei Suzuki. Il présente une orbite caractérisée par un demi-grand axe de 2,76 UA, une excentricité de 0,14 et une inclinaison de 10,1° par rapport à l'écliptique.

## Compléments